# Kriemhild Trattnig
Kriemhild Trattnig (* 10. Mai 1937) ist eine ehemalige österreichische Politikerin der FPÖ in Kärnten. Sie war unter anderem Klubobfrau der FPÖ im Kärntner Landtag und zweite Landtagspräsidentin. In beiden Positionen war sie die erste Frau.
Trattnig hat den politischen Aufstieg der FPÖ unter Jörg Haider in den 1980er Jahren in verantwortlichen Positionen begleitet. Das Dokumentationsarchiv des österreichischen Widerstandes sieht in ihr die „einst führende freiheitliche Ideologin“, die Zeitung Der Standard bezeichnet sie als „politische Ziehmutter Haiders“. Sie tritt seit der Abspaltung des BZÖ öfters als Mahnerin für die Wurzeln der Partei in Erscheinung. Von Medien wird sie gerne als freiheitliches „Urgestein“ bezeichnet.

## Leben
Trattnig wuchs als eines von insgesamt elf Geschwistern in der Gemeinde Albeck (Kärnten) auf. Ihr Vater Reinhold Huber war Landwirt und 1949 Anführer des VdU, der Vorgänger-Partei der FPÖ. Im Dritten Reich war Huber SA-Truppenführer, Ortsgruppenleiter und schließlich Landesbauernführer. Er geriet 1945 in britische Gefangenschaft und wurde 1947 freigelassen.
Sie ist die Schwester des verstorbenen Kärntner FPÖ-Politikers Alois Huber. Trattnig ist verheiratet und hat vier Kinder.

## Politische Karriere
Trattnig zog im Jahr 1979 erstmals in den Landtag in Kärnten ein. Sie war von 1986 an Klubobfrau des Kärntner FP-Klubs und wurde 1989 als erste Frau zweite Landtagspräsidentin in Kärnten.
Während Norbert Stegers Parteivorsitz taten sich Trattnig und ihr Bruder, der Abgeordnete Alois Huber, als Kritiker von Stegers vergleichsweise liberalem Kurs hervor. Nach der handstreichartigen Wahl Haiders zum Bundesvorsitzenden 1986 in Innsbruck begann auch für Trattnig ein rascher Aufstieg in der Partei. Sie galt als Vertraute Haiders. Trattnig vertrat stets ein konservatives Familienbild und lehnte die Förderung berufstätiger Frauen ab – vielmehr sollten die Familienväter besser entlohnt werden, damit sich Frauen auf ihre Aufgaben als Mütter konzentrieren könnten. Auch in der Ausländerpolitik vertrat sie einen harten, von vielen als ausländerfeindlich interpretierten Kurs.
Allerdings geriet Trattnig bald in Streit mit der sogenannten „Buberlpartie“ rund um Jörg Haider, die sich mehr und mehr von den deutschnationalen Traditionalisten der FPÖ abzugrenzen versuchten, zu denen Trattnig zählte. Es kam zu mehreren öffentlichen Auseinandersetzungen Trattnigs etwa mit Gernot Rumpold, Mathias Reichhold, Walter Meischberger oder Reinhart Gaugg, die Trattnig zu verstehen gaben, dass sie nicht in das von ihnen vorgegebene Bild einer modernen FPÖ passte. Trattnig selbst schrieb in einem offenen Brief, dass „Rumpold, Reichhold Gaugg & Co“ ab dem Jahr 1989 „immer wieder über Medien ein Kesseltreiben“ gegen sie betrieben hätten.
Die Streitigkeiten erreichten am FPÖ-Parteitag in Bad Gastein 1992 ihren Höhepunkt. Gernot Rumpold betrat im Dirndl, als Trattnig verkleidet die Bühne und verhöhnte die Landtags-Vizepräsidentin als „Vertreterin der Goldhauben-Frauen“. Viele Beobachter hielten das für eine von Haider gesteuerte Aktion. Trattnig legte daraufhin alle Parteiämter nieder. Sie war in den darauffolgenden Jahren lediglich in ehrenamtlicher Position für die Partei tätig, unter anderem als Vorsitzende einer internen Wertekommission.
Sie kritisierte die Abspaltung des BZÖ unter Jörg Haider mehrmals scharf und trat etwa im Wahlkampf zur Nationalratswahl 2008 als Unterstützerin der FPÖ auf – sie kandidierte auch für den Nationalrat, allerdings auf aussichtsloser Position.
Im Jahr 2004 verlieh ihr das Land Kärnten den „Kärntner Lorbeer in Silber“ für ihr Engagement bei den Goldhaubenfrauen. Sie nahm die Auszeichnung an, blieb aber der Verleihungszeremonie mit Landeshauptmann Haider fern.
Auch nach der Wiedereingliederung eines Großteils des Kärntner BZÖ als FPK in die Strukturen der Bundes-FPÖ blieb Trattnig auf Distanz zu dieser Sektion der Freiheitlichen und forderte den Landesparteiobmann Uwe Scheuch auf, „alle Haiderschen Manieren“ abzulegen.